# Tessère d'Itzpapalotl
Itzpapalotl Tessera
Pour les articles homonymes, voir Itzpapalotl.
La tessère d'Itzpapalotl (désignation internationale : Itzpapalotl Tessera) est un terrain polygonal situé sur Vénus dans le quadrangle de Snegurochka Planitia. Il a été nommé en référence à Itzpapalotl, déesse aztèque du destin.